# 9733 Valtikhonov
9733 Valtikhonov è un asteroide della fascia principale. Scoperto nel 1985, presenta un'orbita caratterizzata da un semiasse maggiore pari a 2,1882854 UA e da un'eccentricità di 0,1984489, inclinata di 6,40831° rispetto all'eclittica.